# Skalité-Kudlov
Skalité-Kudlov – przystanek kolejowy w Skalitem, w kraju żylińskim, na Słowacji.
| Skalité Kudlov                                   |  |                                       |
| Linia 129 Czadca – Skalité – Zwardoń (17,267 km) |  |                                       |
| Skalité pod Poľanouodległość: 1,663 km           |  | Skalité-Serafínov odległość: 2,292 km |